# Colher de sopa

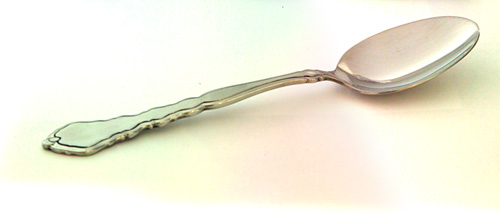
Colher de sopa de aproximados 15 ml

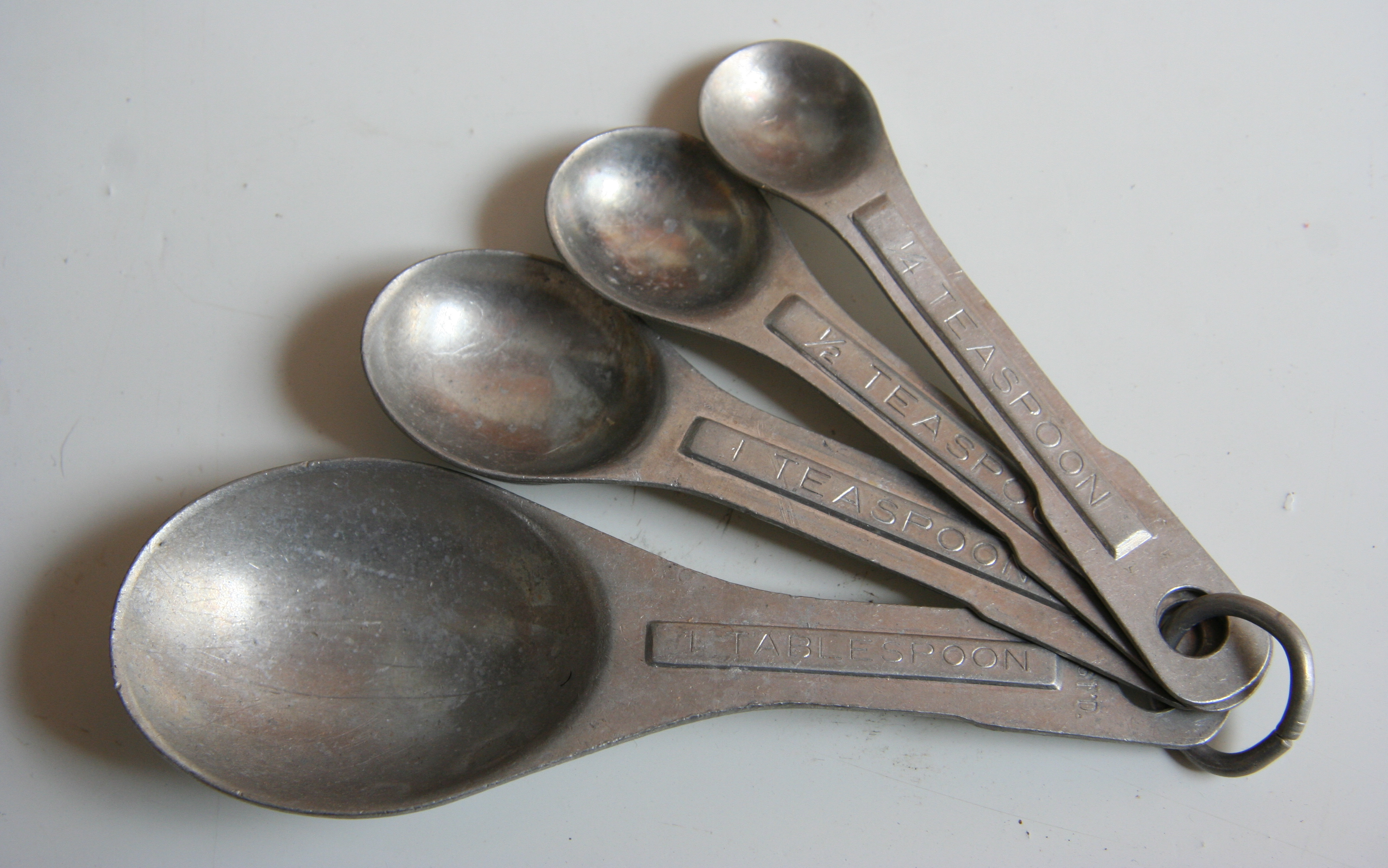
Colheres medidoras, sendo a maior a colher de sopa

Colher de sopa é uma colher utilizada para servir, e para comer. Em muitas regiões de língua inglesa, o termo agora se refere a uma colher grande usada para servir, no entanto, em algumas regiões, incluindo partes do Canadá, é o maior tipo de colher usado para comer. O termo também é usado como medida de volume em cozimentos por pesos e medidas. A unidade de medida varia de acordo com a região: uma colher de sopa dos Estados Unidos tem aproximadamente 14,8  ml, uma colher de sopa do Reino Unido e Canadá tem exatamente 15 ml, uma colher de sopa australiana possui 20 ml enquanto que no Brasil a medida é de 15 ml. Note, porém, que esses volumes 
podem ser menores

## História
Antes do ano de 1700, era costume que as pessoas de descendência europeia levassem suas próprias colheres à mesa. As colheres eram transportadas como propriedades pessoais da mesma maneira que as pessoas hoje carregam carteiras, chaveiros, etc. Por volta de 1700, a configuração do local onde se comia tornou-se popular, e assim surgiram a "colher de mesa", "mesa-garfo" e "mesa- faca". Ao mesmo tempo, a colher de chá e a colher de sobremesa apareceram pela primeira vez, e a colher de mesa estava reservada para comer a sopa. O século XVIII testemunhou uma proliferação de diferentes tipos de colheres, incluindo a colher de mostarda, colher de sal, colher de café e colher de sopa. No final do século XIX, no Reino Unido, a colher de sobremesa e a colher de sopa começaram a se sobrepor em relação à colher de mesa como o principal instrumento para se comer em uma tigela, fazendo com que o nome "colher de mesa" passasse a ter um significado secundário como sendo uma colher maior.